# Nationalliberale Bürgerpartei
Die Nationalliberale Bürgerpartei war eine liberale Partei in der Freien Stadt Danzig in den 1920er und 1930er Jahren.

## Geschichte
Die Nationalliberale Bürgerpartei wurde etwa 1926/27 gegründet. Sie hatte keine Vorgängerpartei, einige Mitglieder kamen aber aus anderen liberalen Parteien (Gustav Fuchs, Rudolf Hallmann, Rudolf Sturm  aus der Freien Wirtschaftlichen Vereinigung / Deutschliberalen Partei; Ernst Unger aus der Deutsch-Danziger Volkspartei). 1927 nahm sie erstmals an Wahlen zum Volkstag teil, 1930 ein weiteres Mal. Der Vorsitzende Fritz Dumont war parlamentarischer Senator im Senat Ziehm von 1930 bis 1933.
Seit 1933 war die Partei nicht mehr bei Wahlen beteiligt.

## Persönlichkeiten
Die Nationalliberale Bürgerpartei erhielt 1927 6 Sitze und 1930 2 Sitze im Volkstag.
- Fritz Dumont, Vorsitzender, Abgeordneter 1928–1933, Senator 1930–1933
- Ernst Unger, Abgeordneter 1928–1933, vorher Deutsch-Danziger Volkspartei
- Erich Berger, Abgeordneter 1928–1930
- Rudolf Hallmann, Abgeordneter 1928–1930, vorher Deutschliberale Partei
- Otto Brenner, Abgeordneter 1928–1930
- Bruno Heinemann, Abgeordneter 1928–1930